# Edésio Passos
Edésio Passos (Tomazina, 4 de abril de 1939 – Florianópolis, 9 de agosto de 2016) foi um advogado, jornalista, sindicalista e político brasileiro, filiado ao Partido dos Trabalhadores. Foi um dos fundadores do PT no Paraná e diretor administrativo da Itaipu Binacional. Em 1991 foi deputado federal. Edésio Passos morreu em 2016 vítima de um ataque cardíaco em Florianópolis.

## Biografia
Formado em direito pela Universidade Federal do Paraná (UFPR), foi um dos advogados mais renomados do Paraná na área trabalhista. Edésio foi um dos fundadores do PT no Paraná.
Desde o governo Lula, Edésio foi diretor administrativo de Itaipu Binacional, sendo mantido no cargo no governo Dilma. Para os colegas, era uma referência. O ministro do Supremo Tribunal Federal Edson Fachin afirmou que Edésio tinha "o principal diploma que um ser humano pode levar da face dessa Terra: que é o da coerência".